# James McDonald (homme politique canadien)
Pour les articles homonymes, voir James McDonald et McDonald.
James McDonald (1er juillet 1828-3 octobre 1912) est un homme politique canadien de la Nouvelle-Écosse. Il est député fédéral conservateur de la circonscription néo-écossaise de Pictou de 1872 à 1874 et de 1878 à 1881. Il est ministre dans le cabinet du premier ministre John A. Macdonald.

## Biographie
Né à Bridgeville (en) en Nouvelle-Écosse, McDonald s'installe brièvement à London dans le Haut-Canada avec sa famille en 1834 avant de revenir en Nouvelle-Écosse à New Glasgow. Il étudie le droit avec Martin Isaac Wilkins (en) et est nommé au barreau en 1851.
Élu député à l'Assemblée législative de la Nouvelle-Écosse dans le comté de Pictou en 1859, il est réélu en 1863 et nommé chef commissaire des chemins de fer. De 1864 à 1867, il est secrétaire financier.
Candidat défait sur la scène fédérale en 1867, il se représente et est élu sur la scène provinciale en 1871. Il démissionne de son poste après son élection à la Chambre des communes du Canada en 1872. McDonald est ensuite par John A. Macdonald au comité parlementaire afin d'investiguer sur les allégations concernant le Scandale du Pacifique en 1873. De 1878 à 1881, il est ministre de la Justice.